# هنري هاثاوي
هنري هاثاوي (بالإنجليزية: Henry Hathaway)‏ (و. 1898 – 1985 م) هو مخرج أفلام، ومنتج أفلام، من الولايات المتحدة، ولد في ساكرامنتو، كاليفورنيا، توفي في هوليوود، عن عمر يناهز 87 عاماً، بسبب نوبة قلبية.

## مسيرته المهنية المبكّرة
بدأ هاثاوي عمله ضمن نطاق الأفلام الصامتة في عام 1925، إذ عمل بصفته مساعدًا لبعض المخرجين البارزين مثل فيكتور فليمنغ وجوسيف فون ستيرنبيرغ؛ استمر في العمل معهم حتّى بعد انتقالهم لإخراج الأفلام الناطقة. عمل هاثاوي بصفته مساعد المخرج فريد نيبلو في نسخة عام 1925 لفيلم بن هور الذي كان من بطولة فرانسيس إكس. بوشمان ورومان نوفارو. قضى هاثاوي ما تبقّى من عشرينيات القرن العشرين في تعلّم مهنة مساعدة الإخراج، إذ ساعد في إخراج أفلام من بطولة الممثلين الصاعدين غاري كوبر ومارلينه ديتريش وأدولف منجو وفاي راي ووالتر هيوستن وكلارا بو ونوح بيري سينيور.

## عمله في الإخراج

### أفلام الغرب الأمريكي من بطولة راندولف سكوت
بدأ هاثاوي عمله في الإخراج في فيلم هيريتاج أوف ذا ديزيرت (1932)، وهو فيلم غرب أمريكي من إنتاج باراماونت. استند الفيلم إلى رواية للكاتب زين غري، واعتُبر أوّل دور بطولة لراندولف سكوت؛ الذي ساعد في صقل مسيرته المهنية الطويلة بصفته نجمًا لأفلام الكاوبوي.
شكّل هذا الفيلم الخطوة الأولى لبداية سلسلة من أفلام الغرب الأمريكية التي أخرجها هاثاواي، ولعب سكوت دور البطولة فيها، واستندت إلى روايات غري. على سبيل المثال، وايلد هورس ميسا (1932)، وذا ثانديرينغ هيرد (1933)، وأندر ذا تونتو ريم (1933)، وسانسيت باس (1933)، وتو ذا لاست مان (1933)، ومان أوف ذا فورست (1933)، وذا لاست راوند-أب (1934).
أخرج هاثاوي فيلم أكشن في الفليبين تحت عنوان كوم أون مارينز! (1943)، ثمّ أخرج بعده فيلم الدراما ذا ويتشنغ أور (1934)، ومن بعدها أخرج أحد أوّل أفلام شيرلي تيمبل تحت عنوان ناو أند فوريفر (1934)؛ الذي كان من بطولة كارول لومبارد وغاري كوبر.

### لايفز أوف إي بينغال لانسر (1935) وأفلام الأكشن
أخرج هاثاوي فيلمه التالي بالتعاون مع كوبر تحت عنوان لايفز أوف إي بينغال لانسر (حياة الرماح البنغالية) (1935). أمضى هاثاوي بعض الوقت في الهند مشرفًا على تصوير المشاهد. حقق الفيلم نجاحًا باهرًا وحصل على سبعة ترشيحات لجوائز الأوسكار؛ بما في ذلك جائزة أفضل فيلم، وجائزة أفضل مخرج التي فاز بها.
عُرف اسم هاثاوي بصفته واحدًا من المخرجين الأساسيين في شركة باراماونت. أخرج هاثاوي فيلمًا آخر من بطولة كوبر تحت عنوان بيتر إبيستون (1935). بعد ذلك، أخرج هاثاوي أول أفلامه الملوّنة تحت عنوان ذا تريل أوف ذا لونسوم باين (1936). عمل هاثاواي على فيلم أي لوفد إيه سولدجر (1936)، الذي تعثّر إنتاجه ولم ينته أبدًا. أخرج هاثاوي فيلمًا من بطولة ماي ويست تحت عنوان غو ويست، يونغ مان (1936).
عاد هاثاوي وكوبر في فيلم سولز أت سي (1937)، وهو فيلم يروي قصّة مغامرة حول مكافحة العبودية، وشارك في بطولة الفيلم جورج رافت. أخرج هاثاوي فيلم سباون أوف ذا نورث (1938) بالتعاون مع رافت وهنري فوندا.
أخرج هاثاوي فيلم ذا ريل غلوي (1939) بالتعاون مع كوبر، إذ كان بمثابة إعادة أحياء لفيلم لايفز أوف إي بينغال لانسر (حياة الرماح البنغالية) (1935) الذي صُوّر في الفلبين.

## وصلات خارجية
- هنري هاثاوي على موقع IMDb (الإنجليزية)
- هنري هاثاوي على موقع الموسوعة البريطانية (الإنجليزية)
- هنري هاثاوي على موقع ألو سيني (الفرنسية)
- هنري هاثاوي على موقع تيرنر كلاسيك موفيز (الإنجليزية)
- هنري هاثاوي على موقع أول موفي (الإنجليزية)
- هنري هاثاوي على موقع قاعدة بيانات الأفلام السويدية (السويدية)
- هنري هاثاوي على موقع إن إن دي بي (الإنجليزية)
- هنري هاثاوي على موقع قاعدة بيانات الفيلم (الإنجليزية)
- هنري هاثاوي على موقع كينوبويسك (الروسية)